# Jaurim
Jaurim (hangul: 자우림; hanja: 紫雨林, nombre que en coreano significa el "bosque lluvioso púrpura") es una banda del Rock alternativo fundada en Seúl, Corea del Sur. Antes de 1997, tocaron en escenarios para el Indie rock, y convirtieron en un fenómeno comercial con su primer sencillo 'Hey Hey Hey' (el que fue incluido en la banda sonora de '꽃을 든 남자' (A Man With Flowers). La banda realizó ocho álbumes discográficos completos, tres álbumes no oficiales, dos sencillos y un EP de bandas sonoras (el último fue lanzado como un sencillo digital), y un álbum en concierto. Su último álbum de larga duración, 음모론 'Conspiracy', fue lanzado el 18 de agosto de 2011. La banda es elogiada por sus arreglos musicales y la cantante, Kim Yoon-Ah, por sus habilidades. Su baterista, Goo Tae-Hoon ha dirigido un gran club en vivo en Corea del Sur, 'Soundholic' desde 2003.

## Miembros
- Kim Yoon-Ah (김윤아, 金潤兒): Voz, teclado.
- Goo, Tae-Hoon (구태훈, 具泰勳): Batería, percusión; líder del grupo.
- Kim, Jin-Man (김진만, 金鎭滿): Bajo.
- Lee, Sun-Kyu (이선규): voz, guitarra.

## Discografía

### Álbumes de estudio
- 1 - Purple Heart (noviembre de 1997)
- 2 - 戀人 (연인) (noviembre de 1998)
- 2.5 - B定規作業 (비정규작업) (septiembre de 1999)
- 3 - The Wonderland (julio de 2000)
- 4 - Jaurim vol. 4 (septiembre de 2002)
- 5 - All You Need Is Love (16 de octubre de 2004)
- 5.5 - 靑春禮瓚 (청춘예찬) (29 de septiembre de 2005)
- 6 - Ashes to Ashes (20 de octubre de 2006)
- 7 - Ruby, Sapphire, Diamond (9 de junio de 2008)
- 7.5 - 제목 없는 음반 EP (6 de octubre de 2009)
- 8 -  陰謀論 (음모론) (18 de agosto de 2011)

### Álbumes en vivo
- True Live (2001)

### BSOs
- Hey, Hey, Hey en la BSO de 꽃을 든 남자 (A Man with Flowers) OST, (1997)
- 봄날은 간다 en la BSO de 봄날은 간다 (One Fine Spring Day) OST, (2001)
- 꽃, 프리지아 en la BSO de 자우림의 플라워 프로젝트 (Jaurim's Flower Project): 열세살 수아 (Girl, Seventeen) OST, (2003)

## Filmografía

### Programas de televisión
| Año  | Programa        | Notas              |
| ---- | --------------- | ------------------ |
| 2012 | Hello Counselor | Ep. 62 - invitados |